# Jamie Ball
Jamie Ball (né le 1er septembre 1979 à Pretoria) est un coureur cycliste sud-africain.

## Biographie
Aprrès avoir couru en France chez les amateurs, notamment au Club olympique chamalièrois, il commence sa carrière en 2001, au sein de l'équipe IBM-Lotus puis rejoint en 2003 la formation HSBC avec laquelle il remporte trois étapes du Tour d'Égypte 2005, dont il termine troisième.
En janvier 2008, après cinq saisons chez HSBC, Ball rejoint dans la nouvelle équipe sud-africaine House of Paint. Après une première année relativement terne, Jamie Ball réussit un très bon début de saison 2009, remportant la troisième étape de la Tropicale Amissa Bongo et surtout le titre de champion d'Afrique du Sud en ligne le 10 mars, sa plus belle victoire.

## Palmarès
- 2001
  -  Champion d'Afrique du Sud sur route espoirs[1]
- 2005
  - 3e (contre-la-montre par équipes), 5e et 7e étapes du Tour d'Égypte
- 2009
  -  Champion d'Afrique du Sud sur route
  - 3e étape de la Tropicale Amissa Bongo
  - 2e de l'UCI Africa Tour
- 2010
  - 3e étape du Tour des Philippines

## Classements mondiaux
| Année           | 2005 | 2006 | 2007 | 2008 | 2009 | 2010 |
| --------------- | ---- | ---- | ---- | ---- | ---- | ---- |
| UCI Africa Tour | 5e   |      |      | 72e  | 2e   |      |
| UCI Asia Tour   |      |      |      |      |      | 208e |